# پرایم گیگ
پرایم گیگ (به انگلیسی: The Prime Gig) فیلمی محصول سال ۲۰۰۱ و به کارگردانی گرگ موشر است. در این فیلم بازیگرانی همچون وینس وان، جولیا اورموند، اد هریس، روری کاکرین، والاس شاون، استیون توبولوسکی، جورج ونت، ژانتا آرنت، تام رایت، رومانی مالکو، برایان جرج و آمبر بنسون ایفای نقش کرده‌اند.